# Rofenache
Rofenache är ett vattendrag i Österrike.   Det ligger i förbundslandet Tyrolen, i den västra delen av landet, 400 km väster om huvudstaden Wien.
Trakten runt Rofenache består i huvudsak av gräsmarker. Runt Rofenache är det ganska glesbefolkat, med 35 invånare per kvadratkilometer.